# 貢多拉嶺
77°1′S 161°45′E / 77.017°S 161.750°E
貢多拉嶺（英語：Gondola Ridge）是南極洲的山嶺，位於維多利亞地的斯科特海岸，處於麥基冰川以南，長7公里，由英國探險隊發現，現時由南極條約體系管理。